# Ale (Zweden)
Ale is een Zweedse gemeente die gedeeltelijk in Västergötland en gedeeltelijk in Bohuslän ligt. De gemeente behoort tot de provincie Västra Götalands län. Ze heeft een totale oppervlakte van 333,3 km² en telde 26.288 inwoners in 2004. Centrale plaats in de gemeente is Nödinge-Nol.

## Plaatsen
- Nödinge-Nol
- Surte
- Älvängen
- Skepplanda
- Alvhem
- Högstorp
- Hult (Ale)
- Kollanda
- Sandåker (zuidelijk deel)
- Granås
- Hallbacken
- Ryd (Ale)
- Sandåker (noordelijk deel)
- Verle
- Sannum

## Partnersteden
- Bertinoro (Italië)
- Kaufungen (Duitsland), sinds 1992
- Ruukki (Finland)